# Thorsten Gislander
Nils Johan Carl Thorsten Gislander, född den 25 april 1899 i Malmö, död den 19 september 1954 i Uddevalla, var en svensk jurist.
Gislander avlade juris kandidatexamen vid Lunds universitet 1921 och genomförde tingstjänstgöring 1921–1925. Han blev tillförordnad fiskal i Göta hovrätt 1926, assessor där 1932, hovrättsråd 1935, revisionssekreterare 1938 (tillförordnad 1934) och häradshövding i Sunnervikens domsaga 1940. Gislander var krigsdomare vid Bohusläns regemente 1940–1948, vid Skaraborgs flygflottilj 1941–1948, auditör vid regementet från 1949, styrelseordförande vid Uddevalla högre allmänna läroverk och Gustafsbergsstiftelsen samt styrelseledamot i föreningen Sveriges häradshövdingar och Sveriges auditörer. Han blev riddare av Nordstjärneorden 1938 och kommendör av samma orden 1953.